# لاسه هولم
لاسه هولم (سوئدی: Lasse Holm) با نام اصلی لارس اریک گوستاو هولم (سوئدی: Lars-Eric Gustav Holm) (زاده ۹ دسامبر ۱۹۴۳) آهنگساز، ترانه‌سرا و خواننده سوئدی است که نماینده سوئد در مسابقه آواز یوروویژن ۱۹۸۶ بود.